# Comté de Marion (Géorgie)
Pour les articles homonymes, voir Comté de Marion.
Le comté de Marion est un comté de Géorgie, aux États-Unis.

## Démographie
| 1830  | 1840  | 1850   | 1860  | 1870  | 1880  |
| ----- | ----- | ------ | ----- | ----- | ----- |
| 1 436 | 4 812 | 10 280 | 7 390 | 8 000 | 8 598 |

| 1890  | 1900   | 1910  | 1920  | 1930  | 1940  |
| ----- | ------ | ----- | ----- | ----- | ----- |
| 7 728 | 10 080 | 9 147 | 7 604 | 6 968 | 6 954 |

| 1950  | 1960  | 1970  | 1980  | 1990  | 2000  |
| ----- | ----- | ----- | ----- | ----- | ----- |
| 6 521 | 5 477 | 5 099 | 5 297 | 5 590 | 7 144 |

| 2010  | - | - | - | - | - |
| ----- | - | - | - | - | - |
| 8 742 | - | - | - | - | - |